# Артеміда (вінець)
Артеміда (лат. Artemis Corona, 35° пд. ш. 135° сх. д. / 35° пд. ш. 135° сх. д.) — вінець на Землі Афродіти на Венері.

## Назва
Вінець отримав назву від каньйону, що його оточує, каньйону Артеміди, який у свою чергу названий на честь Артеміди, давньогрецької богині полювання.

## Особливості
Це найбільший вінець на Венері, діаметром 2600 кілометрів. Його більш ніж вдвічі більше від другого найбільшого вінця на Венері, вінця Хенг-О (лат. Heng-O Corona). Можливо, Артеміда є найбільшою кільцевою структурою у Сонячній системі. Він знаходиться біля каньйону Артеміди — кругового поясу, який, як вважають, має компресійне походження.
Артеміда — це незвичайний об'єкт на Венері оскільки вона не піднесена, як інші вінці. Територія Артеміди на 4 км нижче навколишніх рівнин. Різниця між найвищою та найнижчою точками в межах Артеміди становить близько 7,5 км. Артеміда містить складну систему розломів, численні лавові потоки, і як мінімум два ударні кратери.

## Гіпотези виникнення
Поверхня Венери вкрита великою кількістю різних кільцевих, або близьких до кільцевих структур, включно з малими щитовими структурами (щитові вулкани, >1 км), більшими вулканічними структурами (100—1000 км), ударними кратерами (1–270 км), вінцями (60–1010 км), вулканічними височинами та плато (~1500–2500 км), однак між вченими все ще не існує згоди до якої з цих категорій віднести Артеміду.
На даний момент існує чотири основних гіпотези походження Артеміди:
- Вінець і каньйон Артеміди є зоною конвергенції та субдукції.
- Артеміда є метаморфічним коровим комплексом[en].
- Артеміда є проявом удару давнього великого метеориту.
- Артеміда є поверхневим проявом мантійого плюму.

Кожній з гіпотез протиставляються свої контр-аргументи, дискусія залишається відкритою. Деякі вчені пропонують «гібридні» гіпотези. Наприклад, кілька процесів відбувалися одночасно у цій місцевості — підняття магнітного плюму та формування центру утворення нової кори, що рухалася від центру структури назовні до каньйону, аналогом якого на Землі є западина в зоні субдукції.